# 로라 메넬
로라 메넬(Laura Mennell, 1980년 4월 18일 ~ )은 캐나다의 배우이다.

## 출연 작품

### 영화
- 13 고스트 (2001)
- 링 게이트 (2004, 11:11)
- 플라이트 93 (2006)
- 트릭 오어 트릿 (2007)
- 엘레지 (2008)
- 왓치맨 (2009)
- 드리븐 투 킬 (2009)
- 하드 라이드 투 헬 (2010, Hard Ride to Hell)
- 어 컨츄리 웨딩 (2015, A Country Wedding)

### 텔레비전
- 밀레니엄 (1999)
- 스타게이트 SG-1 (1999)
- 안드로메다 (2003)
- 데드 라이크 미 (2004)
- 스타게이트 아틀란티스 (2005)
- 엘 워드 (2006)
- The 4400 (2007)
- 생츄어리 (2007)
- 블러드 타이즈 (2007)
- 유레카 (2009)
- 스몰빌 (2009, 2011)
- 프린지 (2010)
- 수퍼내추럴 (2010)
- 알파스 (2011-12)
- 모티브 (2014)
- 헤이븐 (2014-15)
- 호프 밸리 (2015)
- 레전드 오브 투모로우 (2016)
- 시간여행자 (2016)
- 반 헬싱 (2016-17)
- 높은 성의 사나이 (2018)
- 프로젝트 블루북 (2019-20)
- 배트우먼 (2021)